# Igor Wassiljewitsch Kurtschatow

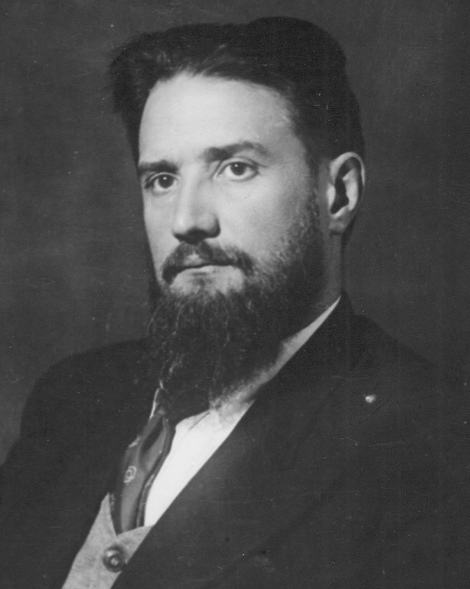
Igor Kurtschatow (1948)

Igor Wassiljewitsch Kurtschatow (russisch И́горь Васи́льевич Курча́тов, wissenschaftliche Transliteration Igor Vasil’evič Kurčatov, Aussprache: [ˈiˑɡərʲ vɐˈsiˑlʲjɪvʲɪʧʲ kʊrˈʧʲaˑtəf]; * 30. Dezember 1902jul. / 12. Januar 1903greg. in Simski Sawod, Gouvernement Ufa, Russisches Reich; † 7. Februar 1960 in Moskau) war ein sowjetischer Physiker und der Leiter des sowjetischen Atombombenprojekts. Er gilt seither als „Vater der sowjetischen Atombombe“.

## Lebenslauf
Igor Kurtschatow kam in einem Dorf im Gouvernement Ufa, das heute zur Stadt Sim in der russischen Oblast Tscheljabinsk gehört, zur Welt. Er studierte Physik an der staatlichen Universität in Simferopol sowie Schiffbau am polytechnischen Institut in Petrograd. 1925 wechselte er an das physio-technische Institut, wo er unter Abram Joffe an verschiedenen Problemen der Radioaktivität forschte. Dorthin kam auch sein jüngerer Bruder Boris Wassiljewitsch Kurtschatow (1905–1972), der später wesentlich an der Lösung chemischer Probleme im sowjetischen Kerntechnik-Programm beteiligt war. Ab 1932 erhielt er Geldmittel, mit denen er ein Team von Nuklearforschern finanzieren konnte.
Lew Wladimirowitsch Myssowski, Kurtschatow und ihre Mitarbeiter bauten das erste sowjetische Zyklotron.

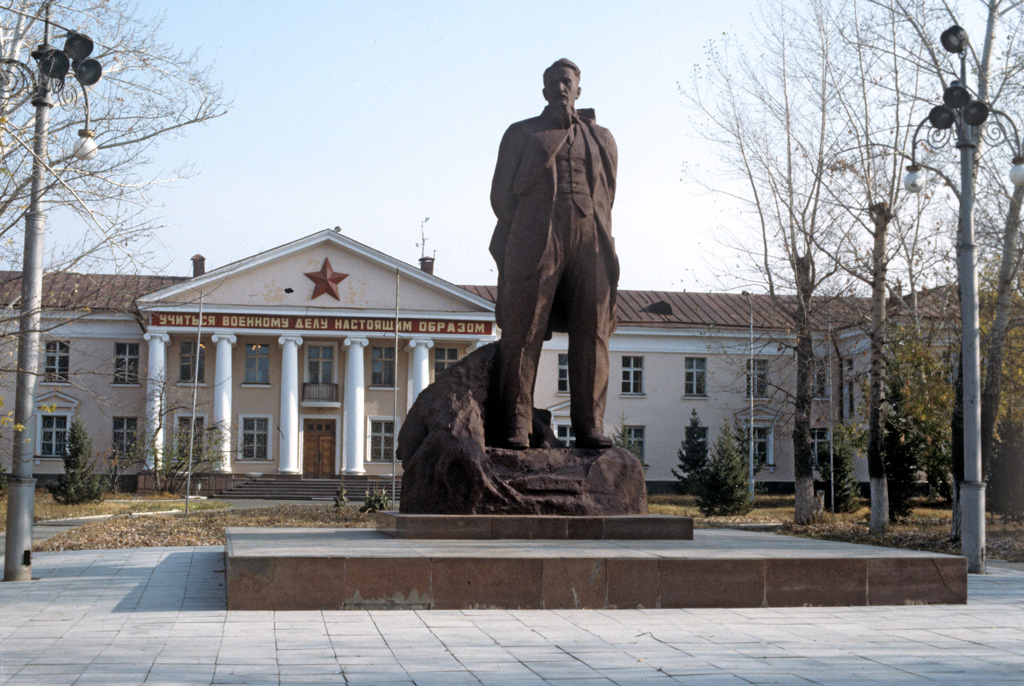
Denkmal für Kurtschatow in der kasachischen Stadt Kurtschatow vor einem Gebäude des Atomwaffentestgeländes Semipalatinsk

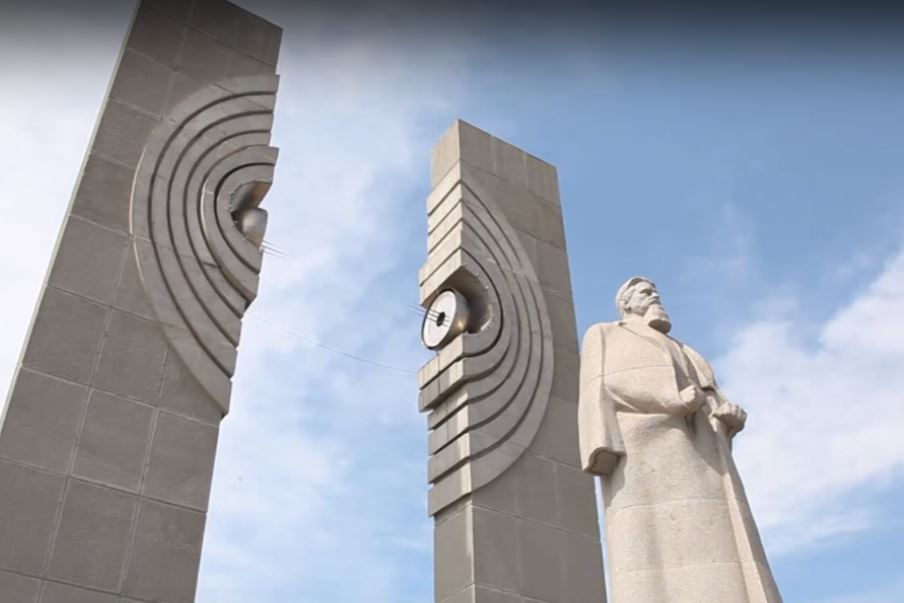
Kurtschatow-Denkmal (Bildhauer W. Awakjan, Architekten B. W. Petrow, W. L. Glasyrin, I. W. Talalai, Ingenieur W. Naumow, 1986), Tscheljabinsk

Nach dem deutschen Angriff auf die Sowjetunion 1941 war Kurtschatow in der Rüstungsindustrie tätig. Zuerst konstruierte er eine Schutzvorrichtung für Schiffe gegen Minen. Später arbeitet er an der Verbesserung des Panzerschutzes der sowjetischen Panzer.
1943 erhielt der sowjetische Geheimdienst NKWD eine Kopie eines britischen Geheimreports über die Möglichkeiten von Atomwaffen (den Bericht der MAUD-Kommission), was Stalin trotz der knappen Ressourcen während des Krieges dazu veranlasste, ein sowjetisches Atomwaffenprogramm zu initiieren. Stalin empfahl dem damaligen Außenminister Molotow daraufhin die Mitarbeit von Kurtschatow. Kurtschatow wurde schließlich zum Direktor des Programms ernannt. Sein Bruder Boris gehörte zu seinen Mitarbeitern. Das sowjetische Atombomben-Projekt erhielt zuerst nur eine relativ geringe Priorität, bis die Informationen des Spions Klaus Fuchs und die atomare Zerstörung von Hiroshima und Nagasaki die Aufmerksamkeit von Stalin auf die Atombombe lenkten. Stalin befahl Kurtschatow die Produktion einer Bombe bis 1948 und setzte den Geheimdienstchef Lawrenti Beria als direkten Leiter des Projekts ein. Das gesamte Projekt wurde dann in die Stadt Sarow in der Oblast Gorki (heute Oblast Nischni Nowgorod) verlegt, und in Arsamas-16 umbenannt. Die Arbeit des Teams (in dem auch andere prominente sowjetische Nuklearforscher wie Juli Borissowitsch Chariton, dem wissenschaftlichen Leiter von Arsamas, Jakow Seldowitsch und Andrei Sacharow arbeiteten) wurde durch wissenschaftliche Publikationen in den USA sowie die Informationen von Klaus Fuchs unterstützt. Kurtschatow und Beria (der die Informationen als gezielte Falschauskünfte bezweifelte) bestanden auf eigenen wissenschaftlichen Untersuchungen. Unter seiner Leitung wurden die ersten sowjetischen Kernreaktoren entwickelt (F1 im Labor 2 in Moskau und der Reaktor A auf dem Gelände der Kerntechnischen Anlage Majak bei Tscheljabinsk, der das Plutonium für die erste sowjetische Atombombe lieferte), wobei sein Doktorand Igor Semjonowitsch Panassjuk ein wichtiger Mitarbeiter war.
Am 29. August 1949 wurde die erste sowjetische Atombombe gezündet. Kurtschatow arbeitete anschließend am sowjetischen Wasserstoffbomben-Programm (1953). Später forderte er eine friedliche Nutzung der Nukleartechnologie und trat verstärkt gegen weitere Nuklearbomben-Tests ein. Er leistete viele wichtige Beiträge zur Theorie der Atomkerne, thermonuklearen Reaktionen und zur Plasmaphysik.
Kurtschatow starb 1960 in Moskau, während er sich mit seinem Freund Chariton auf einer Parkbank unterhielt. Seine Urne wurde an der Kremlmauer beigesetzt.

Russische Gedenkmünze zum 100. Geburtstag von Kurtschatow, zwei Rubel, 2003

## Ehrungen

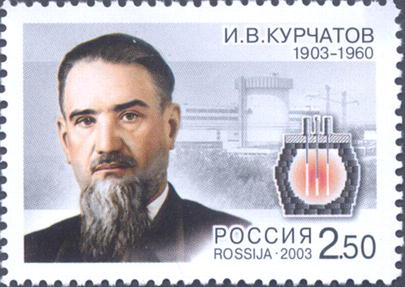
Russische Briefmarke von 2003

1957 erhielt er den Leninpreis. Zudem wurde er viermal mit dem Stalinpreis bzw. dem Staatspreis der UdSSR (1942, 1949, 1951, 1954) ausgezeichnet. Dreimal war er Held der Sozialistischen Arbeit (1949, 1951, 1954).
Sein ehemaliges Institut ist nach ihm benannt (Kurtschatow-Institut). Das Kernkraftwerk Belojarsk erhielt seinen Namen. Von russischer Seite wurde auch das neu entdeckte Element 104 nach ihm benannt: Kurtschatowium, international setzte sich aber Rutherfordium durch. 1971 wurde die Stadt Kurtschatow beim Kernkraftwerk Kursk (heute Russland) nach ihm benannt. Seit Anfang der 1990er-Jahre trägt auch die zuvor geheime Stadt beim Atomwaffentestgelände Semipalatinsk in Kasachstan den Namen Kurtschatow.
Ihm zu Ehren ist die seit 1962 vergebene Kurtschatow-Goldmedaille benannt. Ferner trägt der Mount Kurchatov und der Pik Kurchatova in der Antarktis seinen Namen. Der Asteroid des äußeren Hauptgürtels (2352) Kurchatov ist nach ihm benannt, ebenso der Mondkrater Kurchatov.

## Trivia
- 1964 wurde im Vereinigten Institut für Kernforschung in Dubna (bei Moskau) ein neues chemisches Element mit der Ordnungszahl 104 entdeckt (sog. Transurane). Dort wurde Plutonium mit Neonkernen beschossen.[3][4] Nach Vorschlägen sowjetischer Wissenschaftler wurde zunächst der Name Kurtschatowium (Ku) gewählt und in verschiedenen Staaten verwendet. US-amerikanische Forscher lehnten den Namen aus politischen Gründen jedoch ab und beanspruchten ihrerseits den durch sie 1969 erzielten ersten Nachweis des Elements für sich. Nach einer langjährigen Elementnamensgebungskontroverse setzte sich erst 1997 die Bezeichnung Rutherfordium (Rf) durch.
- Während des Atombomben-Programms schwor Kurtschatow, dass er seinen Bart nicht stutzen wolle, bis das Programm erfolgreich abgeschlossen sei. Er trug den Bart für den Rest seines Lebens, wodurch er den Spitznamen „Der Bart“ erhielt.